# Wiesenpark
Der Wiesenpark ist ein naturbelassener, rund 23 Hektar großer Park im Berliner Ortsteil Marzahn des Bezirks Marzahn-Hellersdorf. Er liegt zwischen der Landsberger Allee im Norden, der Wuhle im Osten, der Eisenacher Straße im Süden und dem Wohngebiet Landsberger Tor im Westen und ist Bestandteil des Landschaftsparks Wuhletal.

## Beschreibung

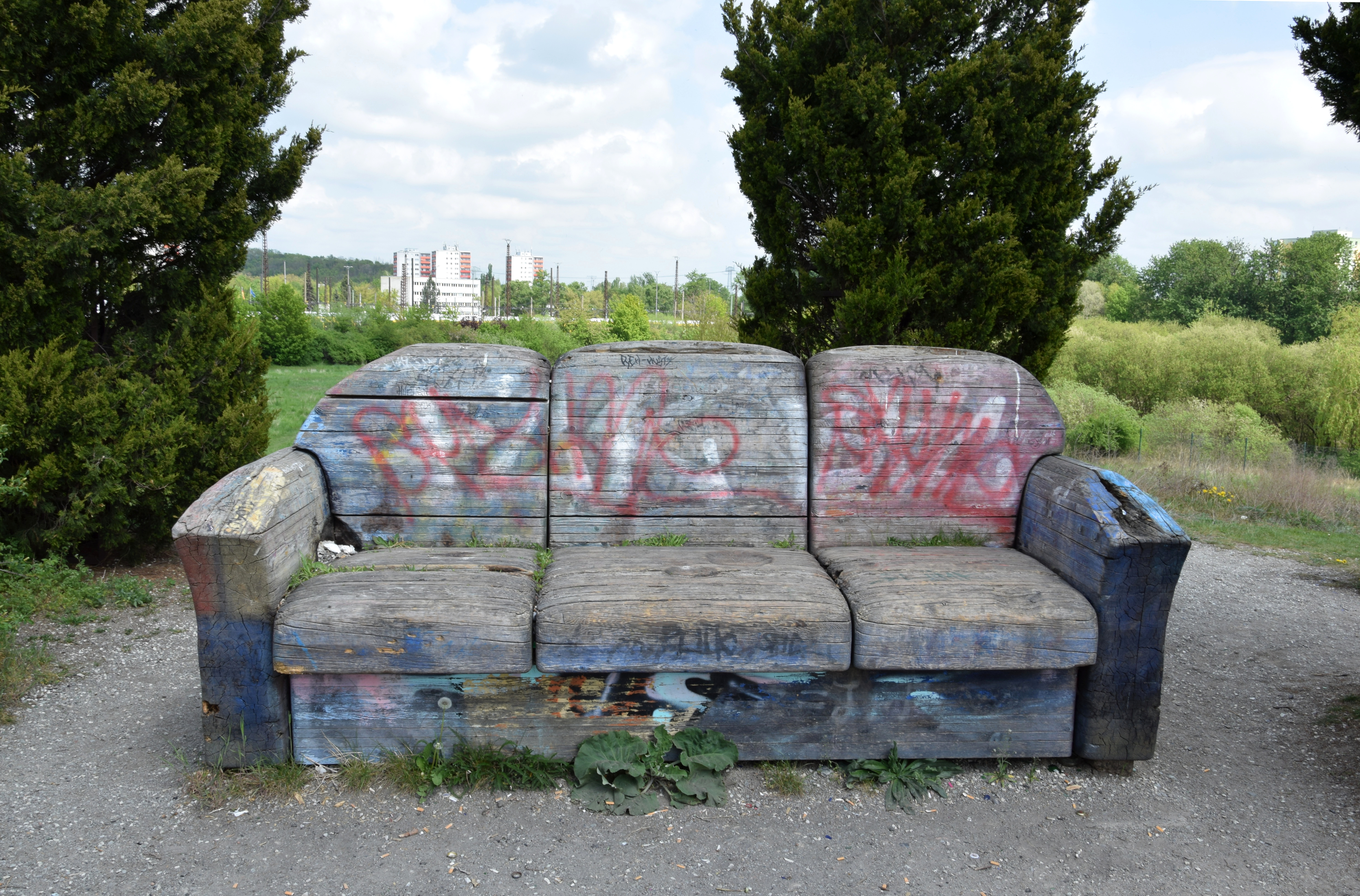
Das hölzerne Sofa auf dem Hügel im Park

Im Park gibt es zwei Spielplätze: Der Spielplatz Wiesentraum wird gekennzeichnet durch 200 Stämme von Robinien, die einen künstlichen Wald bilden, der zusammen mit Netzen, Seilen und Spielgeräten eine Abenteuerlandschaft bildet. Der Spielplatz Blauer Wuhl gruppiert sich um eine walartige Spielskulptur („der blaue Wuhl“), der Klettergerüste, eine Rutsche und zahlreiche Spielelemente enthält. Außerdem gibt es im Park hinter Bäumen und Büschen einen versteckten größeren Teich sowie eine Brücke und eine Aussichtsplattform. Der Bohlensteg führt auf eine Erhebung, auf der ein großes aus Holz gefertigtes Sofa dominiert. Am westlichen Parkrand führt eine Promenade mit Balkonen entlang, die einen weiten Blick in den Park gestattet. Darüber hinaus befinden sich zahlreiche künstlerisch gestaltete Elemente und große ebene Flächen in der Grünanlage.

## Geschichte

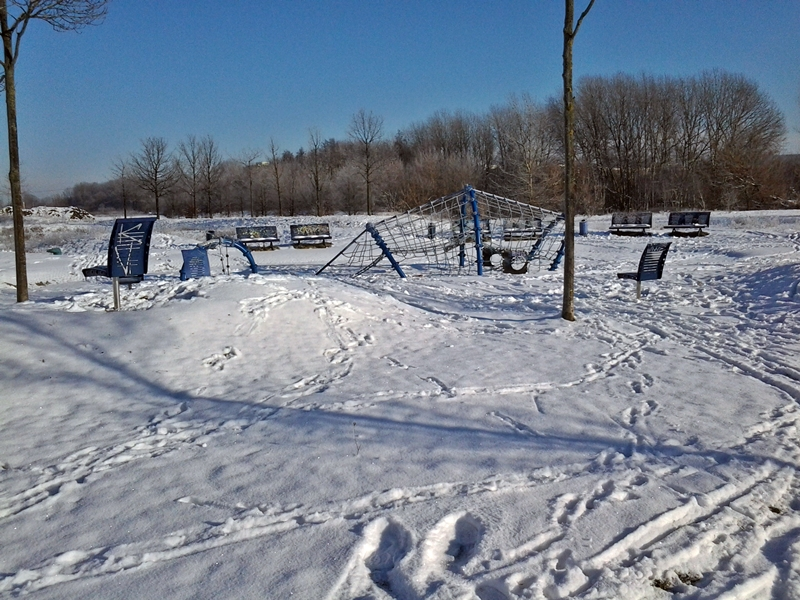
Spielplatz Blauer Wuhl

Der Wiesenpark wurde von den Landschaftsarchitekten Bauermeister Koehler Pütz gruppe F – Landschaftsarchitektur Freiräume gestaltet und 1997 mit dem 1. Preis eines internationalen landschaftsarchitektonischen Wettbewerbs der Erschließungsgesellschaft Landsberger Tor (ELT) ausgezeichnet. 
In den Jahren 2015 und 2016 wurde der Park in Vorbereitung der IGA 2017 im Rahmen des Stadtumbaus Ost erneuert, der Spielplatz Wiesentraum und der südliche Eingang wurden neu gestaltet. Nach dem Rückbau der Hochbeete an der Landsberger Allee entstand ebenfalls ein neuer Auftaktplatz zum Park. Die Trampelpfade an der Eisenacher Straße erhielten eine Asphalt-Decke, eine kleine Platzfläche mit Sitzgelegenheiten wurde geschaffen, die mittels Gabionen, Stahlwänden und Bambus gegliedert ist. Die Erneuerung des Spielplatzes Wiesentraum im Jahr 2015 kostete 175.000 Euro aus dem Programm Stadtumbau Ost, 80 Stämme mussten erneuert werden, 30 von ihnen wurden holzbildhauerisch bearbeitet und in Grüntönen lasiert. Seit Juni 2016 sind die Arbeiten abgeschlossen und der Platz wurde am 30. August 2016 in Anwesenheit des Marzahn-Hellersdorfer Baustadtrats Christian Gräff und der Mitglieder des Landschaftsarchitekturbüros  feierlich wieder eingeweiht. Zu diesem Event kamen auch Kinder der Kita Abenteuerland, die bewiesen, dass der Parcours auch für Vorschulkinder viele Spielmöglichkeiten bereithält. Ebenfalls seit August 2016 ist der neue Auftaktplatz an der Landsberger Allee neben dem Straßenbahnhof für die Besucher des Parks offen.